# Tempelhof (Schiff, 1927)
Die Tempelhof ist ein Fahrgastschiff in Berlin.

## Geschichte
Das Schiff wurde 1927 von Mitarbeitern der Spree-Havel-Dampfschiffahrts-Gesellschaft Stern in Tegelort gebaut und erhielt den Namen Mars. Als 1932 die Gesellschaft zusammenbrach und der gerichtliche Vergleich beantragt wurde, hatte das Unternehmen über 30 Schiffe. Die Mars mit einer Kapazität von damals 163 Fahrgästen war eines der kleineren Schiffe in dieser Flotte. 1935 hatte sich an dieser Höchstzahl der zugelassenen Fahrgäste der Mars noch nichts geändert; sie gehörte nach wie vor zu den kleineren Schiffen der mittlerweile aus dem Zusammenbruch der Spree-Havel-Dampfschiffahrts-Gesellschaft Stern hervorgegangenen Stern und Kreisschiffahrt. Wohl im Rahmen des Umbau- und Neumotorisierungsprogramms nach der Gründung der Stern und Kreisschiffahrt wurde die Mars aber alsbald umgebaut. Ihre Fahrgastkapazität erhöhte sich dabei um 50 Plätze. Groggert gibt nicht an, in welchem Jahr genau dieser Umbau stattfand; aus der Beschreibung des Schiffes bei Benja kann man aber auf das Jahr 1936 schließen.
Nach dem Ende der Berlin-Blockade hatte die Stern- und Kreisschiffahrt nur noch ein einziges fahrbereites Schiff, die Dorothea. Mit diesem Schiff und einigen gecharterten Schiffen nahm sie den Betrieb zwischen Wannsee, Kladow und Pfaueninsel wieder auf. Möglichst rasch wurden auf der Teltow-Werft einige Motorschiffe wieder einsatzfähig gemacht, darunter z. B. die Stolpe und die Teupitz, aus der die Steglitz wurde. Aus dem Wrack des ehemaligen Dampfers Klein-Glienicke wurde das Motorschiff Lankwitz und die bisher dampfbetriebene Mars wurde zum Motorschiff Tempelhof.
Eine Umrisszeichnung des Schiffes, die bei Groggert abgebildet ist, ist mit folgendem Kommentar versehen: „MS »Tempelhof«, Länge 27,20 m, Breite 4,85 m, 85 PS, 312 Personen“. Diese Angabe zur höchsten zulässigen Anzahl von 312 Personen ist offenbar von dort aus in verschiedene Online-Datensammlungen gelangt, widerspricht aber einer Zahl, die Groggert an anderer Stelle selbst nennt: 1953 nämlich umfasste die Flotte der Stern- und Kreisschiffahrt laut Groggert acht Schiffe, von denen die Tempelhof mit einer Zulassung zur Beförderung von 212 Personen die fünftgrößte Kapazität hatte. Schubert erwähnte im Jahr 2000 einen zweiten Umbau, der 1970 in Teltow stattgefunden haben soll, später gab er an, das Schiff sei 1951, 1961 und 1971 baulich verändert worden.
Laut Benja hatte das Schiff im Jahr 1975 einen 113-PS-Motor, mit dem es eine Geschwindigkeit von 17 km/h erreichen konnte, und durfte 220 Personen befördern.
1987 hatte die Stern und Kreisschiffahrt laut Groggert zehn Schiffe in Betrieb. Die Tempelhof durfte damals noch 200 Personen befördern. Diese Zahl nennt auch Schubert im Jahr 2000. Hatte Schubert im Jahr 2000 noch als Baujahr des Schiffes 1926 angegeben, so nannte er im Jahr 2007 das Jahr 1927 als Baujahr. Das Schiff gehörte damals immer noch zur Flotte der Stern und Kreisschiffahrt.